# Amazing
„Amazing“ je píseň rusko–estonské zpěvačky Tanji. Dne 1. května byla v národním estonském kole Eesti Laul 2014 vybrána, aby reprezentovala Estonsko na Eurovision Song Contest 2014 v Dánsku. Na písní spolupracovalia sama zpěvačka s Timem Vendtem.
Spolu s Tanjou vystoupili během národního kola tři doprovodné zpěvačky (Marilin Kongo, Kaire Vilgats a Marvi Vallaste) a jeden tanečník (Argo Liik).

## Seznam písní
| Digitální stažení | Digitální stažení | Digitální stažení |
| Pořadí            | Název             | Délka             |
| ----------------- | ----------------- | ----------------- |
| 1.                | Amazing           | 3:00              |